# ルードルフ・プリングスハイム

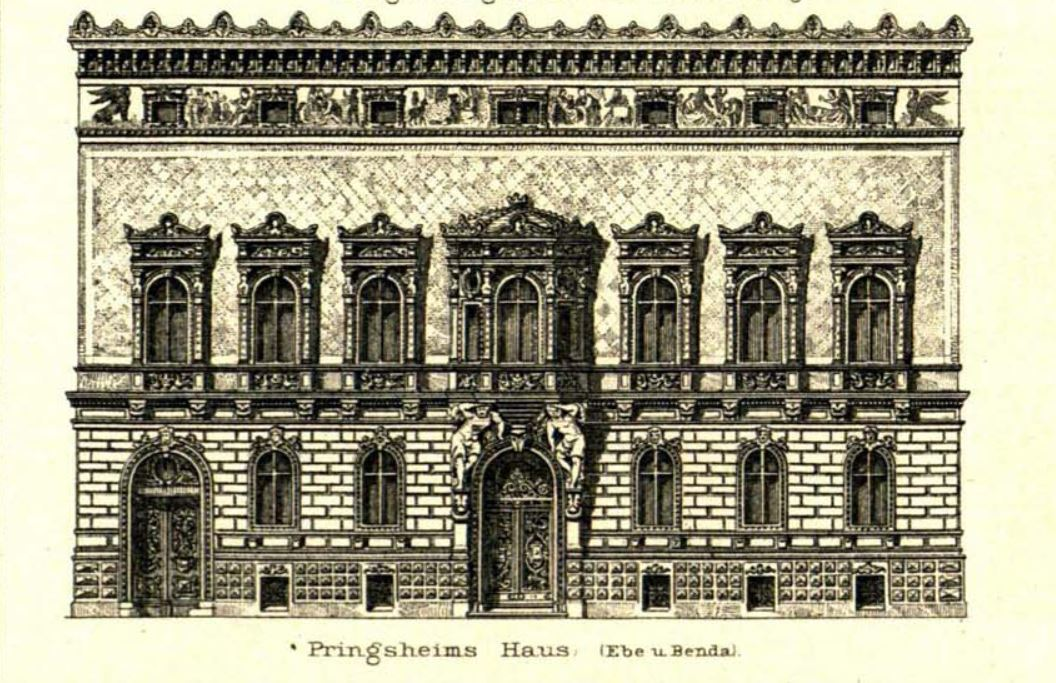
プリングスハイム宮殿、ベルリン (マイヤーズ大百科事典第4版, 1885, 第4巻754aページ)

ルードルフ・プリングスハイム (Rudolf Pringsheim; 1821年4月3日 - 1906年10月19日) は、ドイツ、上シレジア地方の鉄道と鉱業の起業家である。ローデンブルクのプリングスハイム (Rudolf Pringsheim zu Rodenberg) とも呼ばれる。

## 生涯と業績
ルードルフ・プリングスハイムは、シレジアのユダヤ系のドイツ人商人プリングスハイム一族の出身である。父親のヘイマン・プリングスハイムは、オレシニッツァ出身の工場主で大地主だった。母親はヘンリエッテで旧姓はウンガ―だった。ルードルフはプロイセンの宝くじ集金人の娘であるパウラ・ドイッチュマン (1827-1909) と結婚した。彼の息子は数学者アルフレート・プリングスハイム (1850-1941) である。
彼は1860年ころから上シレジア炭鉱地帯の輸送開発で大きな役割を果たした。輸送が困難な鉱山の間を当初は馬車鉄道で結び、次に蒸気機関車に切り替えた。35の鉱山を結ぶ上シレジア狭軌鉄道の広いネットワークが構築され、そのうちのいくつかは彼が買収したものだった。プロイセン国有鉄道が路線を引き継いだ時、彼は多額の補償金を受け取った。その一部を彼は自ら設立したフェルム株式会社に投資し、大きな利益をあげた。
鉄道事業に同じく従事していた従弟のフーゴ・プリングスハイムと区別するため、人々はルードルフのことを「狭軌のプリングスハイム」と呼び、フーゴのことを「広軌のプリングスハイム」と呼んだ。
資産を築いたルードルフ・プリングスハイムは、首都ベルリンに移住した。息子のアルフレートは音楽と数学を学び、その双子の子どものうちクラウスは音楽家となり、カタリーナは作家トーマス・マンと結婚した。
プリングスハイムは1906年にベルリンで没し、ミュンヘン森林墓地に埋葬された。

„敬愛するベルリン市民、資産家ルードルフ・プリングスハイム氏は、86歳でこの地で亡くなられました。氏は公の場では決して目立つ存在ではありませんでしたが、その死はベルリンにとって思い出深いものでした。ブレスラウ出身で大きな財を成したルードルフ・プリングスハイム氏は、ベルリンがプロイセンの首都からドイツ帝国の首都に昇格したとき、優雅な邸宅をひとつ所有していました。1872年から1874年にかけて、建築家グスタフ・エーベとユリウス・ベンダはヴィルヘルム通り76番地に、有名なプリングスハイム邸宅を建てました。この邸宅は、独創的な外壁と芸術的なたたずまいで、たちまちベルリンの名所となりました。その外壁には、アントン・フォン・ヴェルナーのデザインに基づき、ベニスのサルヴィアーティによるモザイク画で仕上げられた、人間の一生を描いたフリーズがあります。息子のアルフレート・プリングスハイム氏は、ミュンヘン大学の教授で、数学者として有名です。“

### プリングスハイム宮殿
今ではローデンブルクのプリングスハイムと呼ばれるルードルフ・プリングスハイムは、1869年にヴィルヘルム通り67番地に土地を取得し、1872年から1874年にかけて建築家グスタフ・エーベとユリウス・ベンダの設計による、非常に格式高い宮殿を建てた。カラフルな外壁により「カラフルハウス」と呼ばれ、室内には画家アントン・フォン・ヴェルナーの大型壁画が飾られ、歴史主義様式の代表例とされて、シリーズ本「ベルリンとその建物」では何度も賞賛された。その仰々しいデザインは賛否両論で、テオドール・フォンターネは1875年に妻エミーリエに宛てた手紙で、「プリングスハイムは退屈な中心街にうんざりする家を建てた」と批判した。1910年にプリングスハイムの遺族は家を売却した。第二次世界大戦で被災し、1950年に解体された。